# Stamnodes arctica
Stamnodes arctica là một loài bướm đêm trong họ Geometridae.